# Nuevo Catecismo Católico
Nuevo Catecismo Católico es un grupo español de música punk formado en 1992 en el País Vasco.

## Historia
La banda nace en San Sebastián tras la separación de La Perrera, grupo en el que tocaban los hermanos Arturo Ibáñez (guitarra, voz) y Gonzalo Ibáñez (voz). Junto a Arturo Zumalabe (batería, ex Hondakin), Julen Atorrasagasti (bajo ex Barrakos) y Jorge Reboredo (guitarra ex Barrakos) graban sus dos primeros discos, en una onda no muy distinta a la anterior banda de los hermanos Ibáñez, es decir un cruce de punk clásico y hard rock. Para sus dos siguientes discos cambian de compañía discográfica y también de formación: Jorge y Julen abandonan la banda en 1995, entrando Iker Illarramendi (guitarra ex Barrakos) Y pasando Gonzalo a tocar el bajo además de cantar. Con esta formación recorren toda España y actúan también en Francia, volviéndose el sonido más punk si cabe, aunque sin abandonar el deje hardrockero del todo.
Con un 10" se despiden de esta formación, y comienzan una nueva etapa en 2001 con la entrada de Eneko Etxeandia (ex Teen Dogs) como cantante solista abandonando esta labor Gonzalo y Arturo. Con esta formación se prodigan en directo más que nunca, y graban el que para muchos es su mejor disco Scarred For Life.[cita requerida] En 2003 publican un LP compartido con Safety Pins, que continúa con el sonido de su anterior disco y que las dos bandas han presentado conjuntamente por España. En 2006 lanzan el álbum 1530 segundos de... Nuevo Catecismo Católico, publicado por el sello No Tomorrow, del que se extrae el sencillo Noise! Noise! como vídeo promocional.
Tras 5 años de directos y alguna colaboración, Eneko abandona el grupo en 2011. La búsqueda de un nuevo cantante resulta infructuosa, por lo que Gonzalo vuelve a ocupar el puesto de frontman, como en los primeros tiempos, y se incorpora Beñat Irureta (ex-Valium Generation y Sarris Rock'n'Roll Trio) al bajo, que ya llevaba tiempo colaborando con el grupo. En el año 2012, Sólo para Punks reedita sus dos primeros LP en formato doble vinilo.
Han compartido escenario con numerosas bandas (Supersuckers, Señor No, Sex Museum, Chris Spedding, Safety Pins, Hellacopters, Lazy Cowgirls, D.O.A., L7, The Damned, Obligaciones, Gluecifer, The Saints, Los Enemigos...) y han participado en diversos recopilatorios y tributos (Burning, Kiss, The Dictators, Espasmódicos, RIP, Misfits...).

## Miembros

### Formación actual
- Gonzalo Ibáñez (1992-): voz, bajo (1995-2011)
- Arturo Ibáñez (1992-): guitarra, voz.
- Iker Illarramendi (1995-): guitarra.
- Beñat Bergara (2015-): bajo.
- Arturo Zumalabe (1992-): batería.

### Miembros anteriores
- Julen Atorrasagasti (1992-1995): bajo.
- Jorge Reboredo (1992-1995): guitarra.
- Eneko Etxeandia (2001-2011): voz.
- Beñat Irureta (2012-2015): bajo.

## Discografía
- Nuevo Catecismo Católico (Goo Records, 1993)
- Why she's a girl from the chainstore? (7") (No Tomorrow, 1993)
- En llamas (Goo Records, 1995)
- Un nido de víboras/I won't look back (7") (Goo Records, 1995)
- Aún no habéis visto nada (No Tomorrow, 1996)
- Nuevo Catecismo Católico/Shock Treatment (Split 7") (No Tomorrow, 1996)
- Generación perdida (No Tomorrow, 1998)
- To hell & back (MiniLP) (Punch Records, 1999)
- Dame rock (7") (Zaunka Diskak, 1999)
- Scarred for life (Punch Records, 2001)
- The Safety Pins vs Nuevo Catecismo Católico: 100% Punk Rock superfight!!! (Split LP) (H-Records, 2003)
- 1530 segundos de... Nuevo Catecismo Católico (No Tomorrow, 2006)
- Señor No vs Nuevo Catecismo Católico, No Tomorrow cumple 16 (Forever) (Split 7") (No Tomorrow Records, 2009)
- NCC & Kid Slug, a tribute to The 101'ers (Split 7") (Bi Batean Diskak, 2011)
- Los años en Goo Records (Reedición) (Sólo para Punks, 2012)
- El fuego y la palabra (Grabado en Directo el 18 de noviembre de 2017 en Intxaurrondo K.E. (Donostia) en el Concierto de Celebración del 25º Aniversario de la Banda) (FOLC RECORDS, 2023)